# Johann Dietrich Busch
Johann Dietrich Busch, född 27 december 1700 i Mesmerode, Wunstorf, död 18 juli 1753 i Itzehoe, var en tysk orgelbyggare.

## Biografi
Johann Dietrich Busch var troligen en elev till Arp Schnitger. Han fortsatte sin verksamhet efter Schnitgers död 1719. Han tog över verkstaden i Itzehoe efter orgelbyggaren Lambert Daniel Kastens som även han var elev till Schnitger.
Från 1728 ledde Busch verkstaden i Itzehoe eftersom Kastens hade flyttat verkstadens huvudkontor till Köpenhamn. 1733 gifte sig Busch med Katharina Schütte från Itzehoe som var Kastens svåger.
Som självständig mästare verkade Busch i orgelbyggarkonsten i och runt Hamburg under perioden 1733-1753. Även i Schleswig-Holstein och Oldenburg-landet är det många reparationer, ombyggnationer och underhållskontrakt som upptas.
Efter sin för tidiga död tog hans son Johann Daniel Busch över verkstaden och avslutade de arbeten som hans far hade påbörjat i Dybbøl och Højer.

## Orgelverk (Urval)
| År        | Ursprunglig kyrka                      | Stift | Bild | Manualer | Pedal        | Stämmor | Bevarad orgel/fasad | Övrigt |
| --------- | -------------------------------------- | ----- | ---- | -------- | ------------ | ------- | ------------------- | --- |
| 1730      | Reformierte Kirche, Hamburg            |       |      |          |              |         |                     | |
| 1731–1732 | Schleswigs domkyrka                    |       |      | 2        | Självständig | 38      |                     | |
| 1737      | St. Marien, Wardenburg                 |       |      | 2        | Självständig | 13      | Ja (delvis)/Ja      | Nybyggnation. |
| 1737      | St. Ursula (Sigwardskirche), Idensen   |       |      |          |              |         |                     | |
| 1738      | St. Jacobi, Altenhuntorf               |       |      | 2        | Självständig | 12      |                     | Nybyggnation. Orgeln ersattes 1908 av Johann Martin Schmid.                                                                      |
| 1738      | St. Vincentius, Husby                  |       |      |          |              |         |                     | |
| 1737–1739 | Trinitatiskirche, Jade                 |       |      | 2        | Självständig | 21      | Ja (delvis)/Ja      | Nybyggnation med äldre delar. Restaurerades 2002-2008 av Regina Stegemann.                                                       |
| 1739      | St. Nikolai, Hamburg-Billwerder        |       |      |          |              |         |                     | Nybyggnation. Förstördes i kyrkans brand 1911.                                                                                   |
| 1739–1740 | Laurentiuskirche, Munkbrarup           |       |      |          |              |         | Nej/Ja              | |
| 1740      | St. Marien, Broager                    |       |      |          |              |         | Ja (delvis)/Ja      | Prospekt und diverses Pfeifenmaterial erhalten                                                                                   |
| 1741–1742 | Sankta Katarina kyrka, Hamburg         |       |      | 4        | Självständig | 58      |                     | Ombyggnation. |
| 1741–1743 | St. Marienkirche, Grundhof             |       |      |          |              |         |                     | Ombyggd flera gånger. |
| 1743–1744 | St. Trinitatis, Hamburg-Altona         |       |      |          |              |         |                     | Nybyggnation. Förstörd 1943. |
| 1743–1745 | Neues Hiobshospital, Hamburg           |       |      |          |              |         |                     | Nybyggnation. |
| 1744–1745 | Christianskirche, Hamburg-Ottensen     |       |      |          |              |         | Ja (delvis)/Ja      | Nybyggnation. |
| 1744–1747 | Dreieinigkeitskirche, Hamburg-St.Georg |       |      | 3        | Självständig | 49      |                     | Nybyggnation. Ersatt 1888-1889 då en ny orgel byggdes av Ernst Röver.                                                            |
| 1749      | Klosterkirche Uetersen, Uetersen       |       |      | 2        | Självständig | 31      | Ja (delvis)/Ja      | Nybyggnation med äldre material.                                                                                                 |
| 1751      | St. Nicolai-Kirche, Altengamme         |       |      | 2        | Självständig | 24      | Ja (delvis)/Ja      | Nybyggnation. |
| 1752      | St. Severini, Kirchwerder              |       |      | 2        | Självständig |         |                     | Reparerar orgeln byggd 1641 av Hinrich Speter.                                                                                   |
| 1752      | Dybbøl Kirke, Dybbøl                   |       |      |          |              |         | Nej/Ja              | Nybyggnation. Fullbordad av sonen Johann Daniel Busch. Den nuvarande orgeln bakom fasaden är byggd 1976/2012 av Marcussen & Søn. |